# Tchukuryurd
Tchukuryurd est un village de la région de Şamaxı en Azerbaïdjan.

## Géographie
Le village de Tchukuryurd de la région de Şamaxı est situé dans la circonscription administrative du village de Tchukuryurd.

## Économie
La principale occupation de la population du village est l'agriculture et l'élevage.

## Population
Selon les statistiques de 2009, la population du village est de 1048 personnes.

## Culture
Il y a une école, une bibliothèque, un centre médical, un club, un monument en l'honneur des compatriotes morts pendant la Seconde Guerre mondiale dans le village.